# Elecciones federales de México de 2021 en Morelos
Las elecciones federales de México de 2021 en Morelos se llevaron a cabo el domingo 6 de junio de 2021, y en ellas se renovaron los siguientes cargos de elección popular:
- 5 diputados federales. Miembros de la cámara baja del Congreso de la Unión. Cinco elegidos por mayoría simple. Todos ellos electos para un periodo de tres años a partir del 1 de agosto de 2021 con la posibilidad de reelección por hasta tres periodos adicionales.

## Resultados electorales

### Diputados federales por Morelos

#### Diputados Electos
| Distrito | Candidato                      | Partido | Tipo de elección |
| -------- | ------------------------------ | ------- | ---------------- |
| 1        | Jorge Alberto Barrera Toledo   |         | Mayoría relativa |
| 2        | Alejandra Pani Barragán        |         | Mayoría relativa |
| 3        | Juanita Guerra Mena            |         | Mayoría relativa |
| 4        | Brenda Espinoza López          |         | Mayoría relativa |
| 5        | José Guadalupe Ambrocio Gachuz |         | Mayoría relativa |

#### Resultados
|  | 31.59 % |

|  | 13.60 % |

|  | 9.05 % |

|  | 8.88 % |

|  | 7.83 % |

|  | 6.76 % |

|  | 5.18 % |

|  | 5.03 % |

|  | 3.99 % |

|  | 3.13 % |

|  | 4.85 % |

|  | 0.11 % |

|  | 100 % |

|  | 53.21 % |

## Resultados por distrito electoral

### Distrito 1. Cuernavaca
|  | 30.30 % |

|  | 27.93 % |

|  | 10.19 % |

|  | 9.94 % |

|  | 3.63 % |

|  | 3.25 % |

|  | 3.12 % |

|  | 3.06 % |

|  | 2.69 % |

|  | 1.50 % |

|  | 4.20 % |

|  | 0.20 % |

|  | 100 % |

### Distrito 2. Jiutepec
|  | 41.61 % |

|  | 13.22 % |

|  | 9.58 % |

|  | 7.75 % |

|  | 7.05 % |

|  | 6.90 % |

|  | 6.47 % |

|  | 2.64 % |

|  | 4.67 % |

|  | 0.10 % |

|  | 100 % |

### Distrito 3. Cuautla
|  | 35.41 % |

|  | 10.94 % |

|  | 10.85 % |

|  | 8.71 % |

|  | 8.66 % |

|  | 5.87 % |

|  | 4.31 % |

|  | 4.17 % |

|  | 3.66 % |

|  | 2.46 % |

|  | 4.85 % |

|  | 0.10 % |

|  | 100 % |

### Distrito 4. Jojutla
|  | 37.66 % |

|  | 19.60 % |

|  | 15.58 % |

|  | 7.17 % |

|  | 6.68 % |

|  | 4.88 % |

|  | 1.99 % |

|  | 1.89 % |

|  | 4.50 % |

|  | 0.06 % |

|  | 100 % |

### Distrito 5. Yautepec
|  | 30.98 % |

|  | 11.77 % |

|  | 10.37 % |

|  | 7.54 % |

|  | 7.69 % |

|  | 6.80 % |

|  | 6.42 % |

|  | 5.53 % |

|  | 5.26 % |

|  | 1.66 % |

|  | 5.90 % |

|  | 0.07 % |

|  | 100 % |